# Bernardo Basín
Bernardo Basín (1445-c. 1510), también conocido como Bernardino Basín y Bernardus Basinus, fue un canónigo español, teólogo y orador, conocido principalmente por ser el autor de Tractatus exquissitimus de magicis artibus et magorum maleficiis.

## Vida
Es muy poco lo que se sabe de Basín. Recibió el grado de doctor en Teología en la universidad de París, donde también fue profesor. Se sabe que era canónigo de la catedral de Zaragoza y que pasó varios años en Roma.
Fue muy conocido por su elocuencia en la oratoria sagrada. Del mérito que en esta contrajo hay un testimonio clarísimo en el diario de Brucherdi, el cual hablando del tiempo del papa Inocencio VIII en el año 1591 dice: «que en la iglesia de Santa María de la Minerva, día de Santo Tomas de Aquino, predicó el sermón delante de diez y nueve cardenales D. Bernardo Basin, doctor teólogo parisiense y canónigo de Zaragoza, con tan grave elocuencia que mereció la aprobacion de todos sobre cuanto es posible: quod nihil supra»; estas son sus palabras y el que las escribe era italiano y el orador español.

## Obra
Se dio a conocer por una obra que publicó en Paris en 1483, Tractatus exquissitimus de magicis artibus et magorum maleficiis; tuvo un éxito inmediato y fue reimpreso en París (1492 y 1506), Fráncfort del Meno (1580 y 1600) y Lyon (1595, 1614, 1620 y 1669). En la obra Basín defiende que las artes mágicas deben ser rechazadas y no deben ser estudiadas, ni siquiera para refutarlas y condenarlas. Basín no niega la existencia de la magia, pero si se niega a aceptar que las hechiceras y los magos tuviesen realmente poderes especiales, al contrario de lo que afirmaba el Malleus. Basín pertenece a una serie de religiosos españoles, como Alonso de Madrigal, Lope de Barriendo o Francisco de Vitoria, que niegan la existencia de la magia más allá de la producción de ilusiones, definiendo como origen de los fenómenos mágicos a la inestabilidad de la mente, la autosugestión o las drogas. También se molesta en negar la fama de centros de estudio de las artes mágicas que tenían Salamanca y Toledo.